# Atak na Broome
Atak na Broome – nalot przeprowadzony podczas II wojny światowej, 3 marca 1942 roku. W wyniku ataku japońskich samolotów na miasto Broome w północno-zachodniej Australii zginęło co najmniej osiemdziesiąt osiem osób.
Miasto Broome było podczas wojny punktem uzupełniania paliwa dla samolotów na szlaku prowadzącym między Holenderskimi Indiami Wschodnimi a głównymi miastami australijskimi. Z racji położenia było miejscem ucieczki dla wielu żołnierzy holenderskich stacjonujących w Indiach Wschodnich i innych uchodźców po rozpoczęciu przez Japończyków inwazji na Jawę. W rezultacie Broome stało się znaczącą bazą wojsk alianckich. W ciągu dwóch tygodni na przełomie lutego i marca 1942 roku ponad osiem tysięcy uciekinierów przedostało się do Australii przez Broome.
Nowe badania doktora Toma Lewisa wskazują jednak, że liczba ośmiu tysięcy uchodźców jest bardzo przesadzona. Była ona po raz pierwszy opublikowana w Australian Official War History, a później powtarzano ją w wielu publikacjach. Obecnie liczba ewakuowanych drogą powietrzną przez Broome w tym czasie jest szacowana na zaledwie 1350 osób. Większość stanowił personel wojskowy. Ewakuowano zaledwie 250 holenderskich cywilów, większość z nich było członkami rodzin holenderskich załóg lotniczych.

## Atak
Porucznik Zenjiro Miyano, dowódca 3. Grupy Powietrznej Sił Powietrznych Japońskiej Cesarskiej Marynarki Wojennej, poprowadził dziewięć maszyn Mitsubishi A6M oraz samolot zwiadowczy Mitsubishi C5N2 z bazy Kupang na Timorze do ataku rano 3 marca. 
Od godziny 9:20 A6M Zero dokonywały nalotów z małej wysokości na wodnosamoloty zacumowane w zatoce Roebuck oraz na bazę RAAF-u na lotnisku w Broome, nie zrzucono jednak żadnych bomb, choć niektórzy twierdzili, że je widzieli. Mogły to jednak być odrzucane zbiorniki paliwa. Nalot trwał godzinę. 
Japońskie myśliwce zniszczyły co najmniej 22 samoloty alianckie, w tym B-24A Liberatora, który przewoził ranny personel – w wyniku zestrzelenia tego samolotu zginęło 30 osób. B-24 rozbił się ok. 16 km od Broome. Alianci stracili także 15 wodnosamolotów, które stały zacumowane w Broome. Na ich pokładzie zginęło wielu holenderskich uciekinierów, jednak dokładna liczba nie jest znana. Na wcześniej wymienionym lotnisku polowym w Broome myśliwce japońskie zniszczyły dwa B-17E, jeden B-24 należący do USAAF-u, dwa Hudsony należące do RAAF-u oraz jednego Lockheeda Lodestara należącego do Sił Powietrznych Królewskiej Armii Holenderskich Indii Wschodnich (ML-KNIL). 
Japończycy zniszczyli także osiem Catalin należących do Sił Powietrznych Koninklijke Marine (MLD), United States Navy i RAF-u, dwa samoloty Short Empire należące do RAAF-u i Qantas oraz pięć Dornierów Do 24 należących do MLD.
Samolot pasażerski Douglas DC-3 należący do KLM wiozący uciekinierów z Bandungu został także zestrzelony w odległości 80 km na północ od Broome. Zginęły cztery osoby oraz diamenty wartości od 150 do 300 000 £ (jest to obecnie od 20 do 40 mln dolarów australijskich). 
W momencie ataku na lotnisku w Broome nie było myśliwców alianckich. Mitsubishi Zero napotkały jedynie słaby ogień z broni ręcznej na ziemi. Jeden z japońskich pilotów, chorąży Osamu Kudō, został zabity przez ogień holenderskiego pilota z ML-KNIL, porucznika Gusa Winckela, za pomocą karabinu maszynowego kal. 7,9 mm wymontowanego z Lockheeda Lodestara. Winckel założył broń na swoim ramieniu i został poważnie poparzony na przedramieniu lewej ręki, po tym jak dotknął lufy karabinu po strzale. Innemu pilotowi japońskiemu skończyło się paliwo w drodze powrotnej do bazy. Runął do morza, ale zdołał przeżyć.
W 2010 roku nowe badania stwierdziły, że samolot Kudō został zestrzelony przez tylnego strzelca bombowca B-24A o nazwie Arabian Nights, który sam został strącony przez Kudō. 19 z 20 osób personelu amerykańskiego zginęło na pokładzie B-24.

## Po bitwie
Charlie D'Antoine, aborygeński członek załogi wodnosamolotu, pomógł dwóm pasażerom ze zniszczonych samolotów dotrzeć na brzeg, płynąc wśród wraków i płonącego paliwa. Dostał za to odznaczenie za odwagę od rządu holenderskiego i został z honorami zaproszony na dwór królewski Holandii. 
Jeden z amerykańskich członków załogi, sierżant Melvin Donoho, zdołał przepłynąć 16 kilometrów z rozbitego B-24 by w końcu dotrzeć na brzeg (po ponad 36 godzinach). Niektóre raporty wspominają o innym amerykańskim lotniku, sierżancie Willardem J. Beattym, który jednak zmarł tuż po przypłynięciu na brzeg. Inne źródła dementują ten raport, pochodzący z artykułu z gazety. 
Japońskie lotnictwo dokonało jeszcze kilku mniejszych ataków na rejon Broome, m.in. 20 marca średnie bombowce Mitsubishi G4M2 „Betty” wykonały atak z dużej wysokości na lotnisko, w wyniku czego zginęła jedna osoba cywilna. Ostatni atak przeprowadzono w sierpniu 1943 roku.